# Rehetobel
Rehetobel es una comuna suiza del cantón de Appenzell Rodas Exteriores, hizo parte del extinto distrito Vorderland.
La lengua oficial de la comuna es el alemán. 

## Geografía
Rehetobel, está localizado en la montaña Gupf. La elevación máxima es el Kaienspitz (1.121 m de altitud), y la mínima es Achmüli (610 m). La comuna de Rohetobel es el que más horas de sol recibe durante todo el año en Suiza. El territorio comunal incluye las localidades de Habset, Kaien, Lobenschwendi, Michlenberg y Robach.
La comuna limita al noreste con la comuna de Grub, al este con Heiden, al sur con Wald y Trogen, al oeste con Speicher, y al noroeste con Eggersriet (SG).

## Historia
El área fue citada por primera vez en los siglos XII y XIII, pero el nombre de Rehetobel fue mencionado por primera vez en 1463. La iglesia fue terminada el 29 de agosto de 1669 luego de dos años y medio de árduo trabajo, lo que le permitió separarse a la localidad de las comunas de Trogen y de Herisau. En 1737 la iglesia fue reconstruida.
El 9 de abril de 1796 hubo un incendio en una panadería, el cual provocó la pérdida de 11 casas y 9 edificios aledaños. En esta ocasión la iglesia fue salvada de las llamas.
El 21 de junio de 1890 un nuevo incendio fue provocado; esta vez la iglesia fue cubierta de llamas, y la torre que había sido recientemente renovada, relucía como una antorcha gigante. Luego todo se reducía a cenizas. En 1892 la construcción de la nueva iglesia queda terminada.

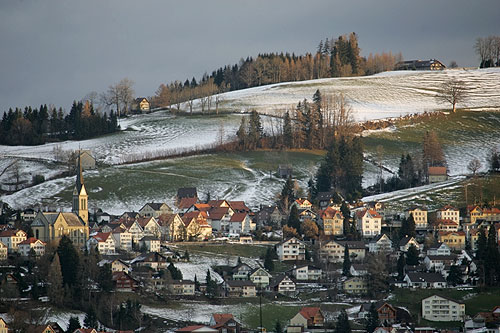
Vista de Rehetobel.

## Economía
La comuna cuenta con aproximadamente 700 puestos de trabajo, la industria tradicional utiliza un 40% de la fuerza laboral, mientras que la agricultura lo hace al 9% y los servicios 51%.